# Gare de Moere
La gare de Moere est une gare ferroviaire belge, fermée, de la ligne 62, d'Ostende à Torhout située à proximité du village de Moere, sur le territoire de la commune de Gistel, dans la province de Flandre-Occidentale en Région flamande. Elle est mise en service en 1868 et ferme dans les années 1960.

## Situation ferroviaire
Établie à 4 m au-dessus du niveau de la mer, la gare de Moere était située au point kilométrique (PK) 11,6 de la ligne 62, d'Ostende-Ville à Torhout entre les gares de Gistel et Eernegem.

## Histoire
La halte de Moere est mise en service le 1er avril 1868 par la Compagnie du chemin de fer d'Ostende à Armentières, lorsqu'elle ouvre à l'exploitation la ligne d'Ostende-Ville à Torhout.
Son changement de classification qui en fait une station a lieu au plus tard lors de la reprise du réseau par l'État belge en janvier 1880 et un nouveau bâtiment de gare est construit peu après. Toutefois, en 1897 elle redevient une halte.
La SNCB supprime les trains de voyageurs de la ligne le 29 mai 1963 avant d'y supprimer le service des marchandises en 1967.

## Patrimoine ferroviaire
Transformé en Bed and breakfast, le bâtiment des recettes appartient au plan type 1881 des Chemins de fer de l’État belge dont plusieurs ont été bâtis en remplacement de constructions plus anciennes sur tout le réseau. Les bâtiments originels des cinq stations de la ligne 62 ont tous cédé la place à des constructions similaires mais Moere est la seule à avoir évité la démolition.
Il s'agit d'une version avec une aile courte, de trois travées, disposée à droite du corps de logis. Après sa revente, l'ancienne rue et place de la gare a été transformée en chemin privé tandis qu'une partie des fenêtres côté voie a été comblée.

Bâtiment de la gare
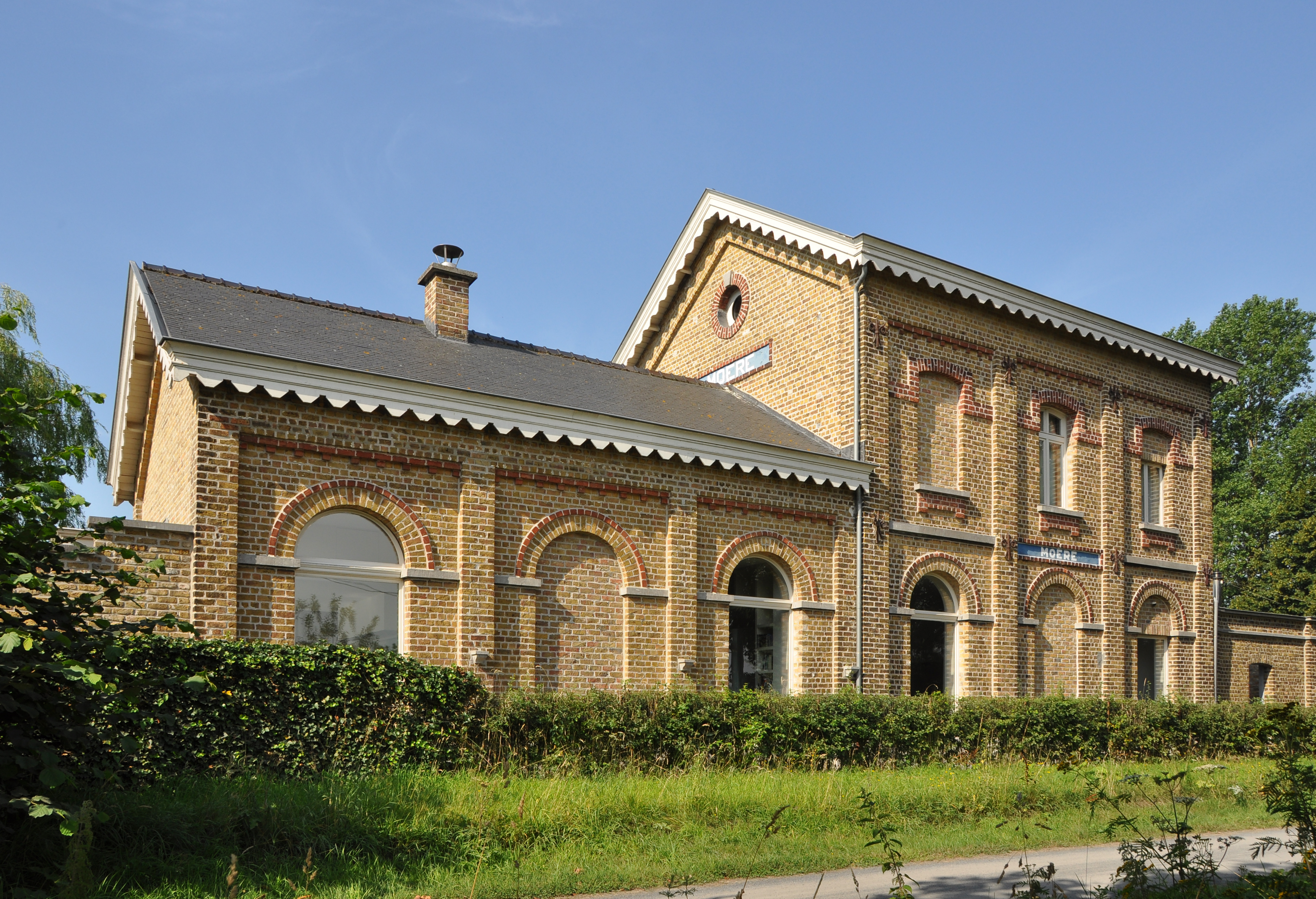
Vue depuis le RAVeL.
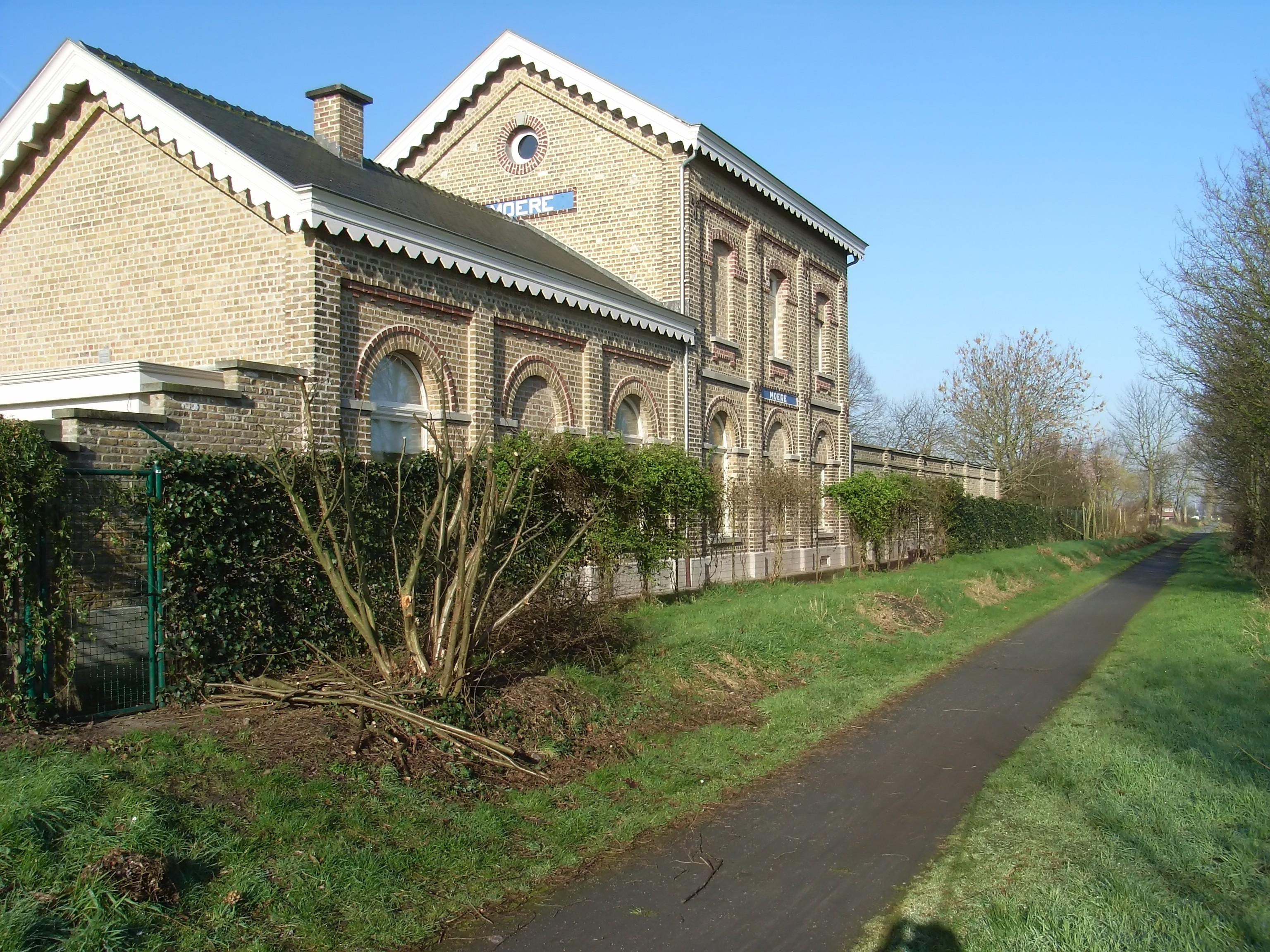
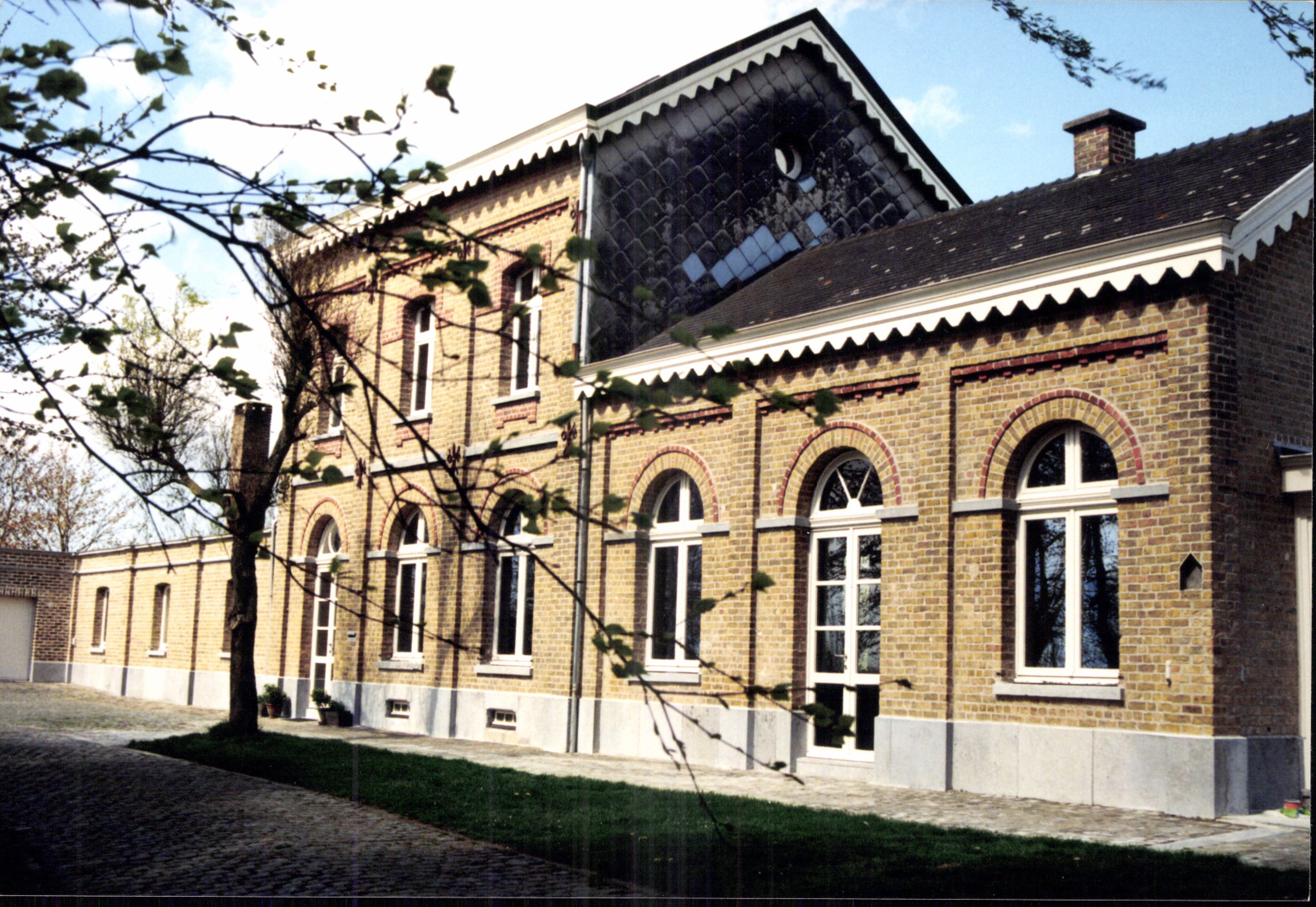
Côté rue.